# XIII Legislatura de la Asamblea de Madrid
La xiii Legislatura de la Asamblea de Madrid comenzó el 13 de junio de 2023. La composición del pleno se determinó en las elecciones a la Asamblea de Madrid del 28 de mayo de 2023. Durante la sesión constitutiva se eligió la composición de la Mesa de la Asamblea, incluida la elección de Enrique Ossorio (PP) como presidente de la cámara. 

## Investidura
| Resultado de la votación de investidura de la Presidenta de la Comunidad de Madrid Mayoría absoluta: 68/135 |                                                          |            |    |    |    |    |        |
| Candidato                                                                                                   | Fecha                                                    | Voto       |    |    |    |    | Total  |
| Isabel Díaz Ayuso (PP)                                                                                      | 22 de junio de 2023 Mayoría requerida: Absoluta (68/135) | Sí         | 70 |    |    |    | 70/135 |
| Isabel Díaz Ayuso (PP)                                                                                      | 22 de junio de 2023 Mayoría requerida: Absoluta (68/135) | No         |    | 27 | 27 |    | 54/135 |
| Isabel Díaz Ayuso (PP)                                                                                      | 22 de junio de 2023 Mayoría requerida: Absoluta (68/135) | Abstención |    |    |    | 11 | 11/135 |

## Composición
Tras las elecciones del 28 de mayo de 2023, el Partido Popular, liderado por la Presidente de la Comunidad, Isabel Diaz Ayuso, logró obtener la mayoría absoluta de la cámara, mientras el partido Más Madrid, encabezado por Mónica García, retiene el liderazgo de la oposición.
| Partido Político | Cabeza de Lista   | Escaños |
| ---------------- | ----------------- | ------- |
| PP               | Isabel Díaz Ayuso | 70      |
| Más Madrid       | Mónica García     | 27      |
| PSOE-M           | Juan Lobato       | 27      |
| Vox              | Rocío Monasterio  | 11      |

Una vez instalada la Asamblea y la Mesa de la XIII legislatura, se definieron las ubicaciones de cada uno de los diputados en el pleno de la Asamblea.

## Mesa de la Asamblea
Una vez  instalada la XIII legislatura, el pleno eligió a la mesa de la Asamblea.
| Cargo                  | Titular                   | Partido Político |
| ---------------------- | ------------------------- | ---------------- |
| Presidente             | Enrique Ossorio Crespo    | PP               |
| Vicepresidente primero | Ana Belén Millán Arroyo   | PP               |
| Vicepresidente segundo | Esther Rodríguez Moreno   | Más Madrid       |
| Vicepresidente tercero | Diego Cruz Torrijos       | PSOE-M           |
| Secretario primero     | Francisco Galeote Perea   | PP               |
| Secretario segundo     | José Ignacio Arias Moreno | Vox              |
| Secretario tercero     | Susana Pérez Quislant     | PP               |

## Junta de portavoces
La Junta de Portavoces se compone por quien ejerce la presidencia de la Asamblea y los portavoces titulares y adjuntos de los grupos políticos representados en la Asamblea. A la fecha los grupos políticos no han definido sus portavoces para la XIII legislatura.
| Portavoces titulares | Portavoces titulares                  | Portavoces titulares                                                                                                  | Portavoces titulares |
| -------------------- | ------------------------------------- | --- | -------------------- |
|                      | Portavoz del GP Popular               | Carlos Díaz-Pache | PP                   |
|                      | Portavoz del GP Más Madrid            | Mónica García Gómez (13 Junio al 20 de noviembre de 2023). Manuela Bergerot Uncal (Desde el 20 de noviembre de 2023). | Más Madrid           |
|                      | Portavoz del GP Socialista            | Jésus Celada | PSOE-M               |
|                      | Portavoz del GP VOX                   | Rocío Monasterio San Martín                                                                                           | Vox                  |
| Portavoces adjuntos  |                                       | |                      |
|                      | Portavoces adjuntos del GP Popular    | por definir | PP                   |
| por definir          | Portavoces adjuntos del GP Popular    | | PP                   |
|                      | Portavoces adjuntos del GP Más Madrid | por definir | Más Madrid           |
| por definir          | Portavoces adjuntos del GP Más Madrid | | Más Madrid           |
|                      | Portavoces adjuntos del GP Socialista | por definir | PSOE-M               |
| por definir          | Portavoces adjuntos del GP Socialista | | PSOE-M               |
|                      | Portavoces adjuntos del GP VOX        | por definir | Vox                  |
| por definir          | Portavoces adjuntos del GP VOX        | | Vox                  |

## Grupos parlamentarios
| Grupo parlamentario | Grupo parlamentario | Componentes | Líder                       | Escaños |
| ------------------- | ------------------- | ----------- | --------------------------- | ------- |
|                     | Popular             | PP          | Isabel Natividad Díaz Ayuso | 70      |
|                     | Más Madrid          | Más Madrid  | Mónica García Gómez         | 27      |
|                     | Socialista          | PSOE-M      | Jésus Celada                | 27      |
|                     | Vox                 | Vox         | Rocío Monasterio San Martín | 11      |

## Pleno
| Nombre                                   | Grupo Parlamentario | Grupo Parlamentario | Partido | Partido    | Alta                |
| ---------------------------------------- | ------------------- | ------------------- | ------- | ---------- | ------------------- |
| María Acín Carrera                       |                     | Más Madrid          |         | Más Madrid | 13 de junio de 2023 |
| Rocío Albert López                       |                     | Popular             |         | PP         | 13 de junio de 2023 |
| Esteban Álvarez León                     |                     | Socialista          |         | PSOE-M     | 13 de junio de 2023 |
| Loreto Arenillas Gómez                   |                     | Más Madrid          |         | Más Madrid | 13 de junio de 2023 |
| José Ignacio Arias Moreno                |                     | Vox en Madrid       |         | Vox        | 13 de junio de 2023 |
| José María Arribas del Barrio            |                     | Popular             |         | PP         | 13 de junio de 2023 |
| Jonatan Alberto Arroyo Perea             |                     | Popular             |         | PP         | 13 de junio de 2023 |
| Álvaro Ballarín Valcárcel                |                     | Popular             |         | PP         | 13 de junio de 2023 |
| Jazmín Beirak Ulanosky                   |                     | Más Madrid          |         | Más Madrid | 13 de junio de 2023 |
| Manuela Bergerot Uncal                   |                     | Más Madrid          |         | Más Madrid | 13 de junio de 2023 |
| Marta Bernardo Llorente                  |                     | Socialista          |         | PSOE-M     | 13 de junio de 2023 |
| María del Mar Blanco Garrido             |                     | Popular             |         | PP         | 13 de junio de 2023 |
| Sara Bonmati García                      |                     | Socialista          |         | PSOE-M     | 13 de junio de 2023 |
| Beatriz Borrás Vergel                    |                     | Más Madrid          |         | Más Madrid | 13 de junio de 2023 |
| Miriam Bravo Sánchez                     |                     | Popular             |         | PP         | 13 de junio de 2023 |
| Tomás Burgos Beteta                      |                     | Popular             |         | PP         | 13 de junio de 2023 |
| Isabel Sofía Cadórniga Varela            |                     | Socialista          |         | PSOE-M     | 13 de junio de 2023 |
| Mariano Calabuig Martínez                |                     | Vox en Madrid       |         | Vox        | 13 de junio de 2023 |
| María Eugenia Carballedo Berlanga        |                     | Popular             |         | PP         | 13 de junio de 2023 |
| Marta Carmona Ossorio                    |                     | Más Madrid          |         | Más Madrid | 13 de junio de 2023 |
| María de los Llanos Castellanos Garijo   |                     | Socialista          |         | PSOE-M     | 13 de junio de 2023 |
| Laura Castilla Rodríguez                 |                     | Popular             |         | PP         | 13 de junio de 2023 |
| Ignacio Catalá Martínez                  |                     | Popular             |         | PP         | 13 de junio de 2023 |
| Jesús Celada Pérez                       |                     | Socialista          |         | PSOE-M     | 13 de junio de 2023 |
| José Carmelo Cepeda García de León       |                     | Socialista          |         | PSOE-M     | 13 de junio de 2023 |
| Ana Collado Jiménez                      |                     | Popular             |         | PP         | 13 de junio de 2023 |
| Pedro María Corral Corral                |                     | Popular             |         | PP         | 13 de junio de 2023 |
| Mirina Cortés Ortega                     |                     | Popular             |         | PP         | 13 de junio de 2023 |
| Diego Cruz Torrijos                      |                     | Socialista          |         | PSOE-M     | 13 de junio de 2023 |
| Ana María Cuartero Lorenzo               |                     | Vox en Madrid       |         | Vox        | 13 de junio de 2023 |
| Ramón Cubián Martínez                    |                     | Popular             |         | PP         | 13 de junio de 2023 |
| Jorge Arturo Cutillas Cordón             |                     | Vox en Madrid       |         | Vox        | 13 de junio de 2023 |
| Ana Dávila-Ponce de León Municio         |                     | Popular             |         | PP         | 13 de junio de 2023 |
| Paula Raquel de las Heras Tundidor       |                     | Popular             |         | PP         | 13 de junio de 2023 |
| Jaime de los Santos González             |                     | Popular             |         | PP         | 13 de junio de 2023 |
| Carla Delgado Gómez                      |                     | Más Madrid          |         | Más Madrid | 13 de junio de 2023 |
| Emilio Delgado Orgaz                     |                     | Más Madrid          |         | Más Madrid | 13 de junio de 2023 |
| Isabel Natividad Díaz Ayuso              |                     | Popular             |         | PP         | 13 de junio de 2023 |
| Carlos Díaz-Pache Gosende                |                     | Popular             |         | PP         | 13 de junio de 2023 |
| María del Mar Espinar Mesa-Moles         |                     | Socialista          |         | PSOE-M     | 13 de junio de 2023 |
| Gustavo Alaín Eustache Soteldo           |                     | Popular             |         | PP         | 13 de junio de 2023 |
| Alma Lucía Ezcurra Almansa               |                     | Popular             |         | PP         | 13 de junio de 2023 |
| Fernando Fernández Lara                  |                     | Socialista          |         | PSOE-M     | 13 de junio de 2023 |
| Javier Fernández-Lasquetty               |                     | Popular             |         | PP         | 13 de junio de 2023 |
| Diego Figuera Álvarez                    |                     | Más Madrid          |         | Más Madrid | 13 de junio de 2023 |
| José Antonio Fúster Lamelas              |                     | Vox en Madrid       |         | Vox        | 13 de junio de 2023 |
| Francisco Galeote Perea                  |                     | Popular             |         | PP         | 13 de junio de 2023 |
| Jorge García Díaz                        |                     | Popular             |         | PP         | 13 de junio de 2023 |
| Mónica García Gómez                      |                     | Más Madrid          |         | Más Madrid | 13 de junio de 2023 |
| Rafael García González                   |                     | Popular             |         | PP         | 13 de junio de 2023 |
| Miguel Ángel García Martín               |                     | Popular             |         | PP         | 13 de junio de 2023 |
| Oliva Cristina García Robredo            |                     | Popular             |         | PP         | 13 de junio de 2023 |
| José Luis García Sánchez                 |                     | Socialista          |         | PSOE-M     | 13 de junio de 2023 |
| Pablo Gómez Perpinyà                     |                     | Más Madrid          |         | Más Madrid | 13 de junio de 2023 |
| Cristina González Álvarez                |                     | Socialista          |         | PSOE-M     | 13 de junio de 2023 |
| Jimena González Gómez                    |                     | Más Madrid          |         | Más Madrid | 13 de junio de 2023 |
| Carlos González Maestre                  |                     | Popular             |         | PP         | 13 de junio de 2023 |
| María Belén González Moreno              |                     | Vox en Madrid       |         | Vox        | 13 de junio de 2023 |
| Javier Guardiola Arévalo                 |                     | Socialista          |         | PSOE-M     | 13 de junio de 2023 |
| Laura Gutiérrez Barreno                  |                     | Popular             |         | PP         | 13 de junio de 2023 |
| Santiago Eduardo Gutiérrez Benito        |                     | Más Madrid          |         | Más Madrid | 13 de junio de 2023 |
| Íñigo Henríquez de Luna Losada           |                     | Vox en Madrid       |         | Vox        | 13 de junio de 2023 |
| María Yolanda Ibarrola de la Fuente      |                     | Popular             |         | PP         | 13 de junio de 2023 |
| María Tatiana Jiménez Liébana            |                     | Socialista          |         | PSOE-M     | 13 de junio de 2023 |
| Mónica Lavín Moreno-Torres               |                     | Popular             |         | PP         | 13 de junio de 2023 |
| Juan Lobato Gandarias-Sánchez            |                     | Socialista          |         | PSOE-M     | 13 de junio de 2023 |
| Miguel López-Valverde Argüeso            |                     | Popular             |         | PP         | 13 de junio de 2023 |
| Leticia Lorenzo Brito                    |                     | Socialista          |         | PSOE-M     | 13 de junio de 2023 |
| Marta Lozano Sabroso                     |                     | Más Madrid          |         | Más Madrid | 13 de junio de 2023 |
| Marta Marbán de Frutos                   |                     | Popular             |         | PP         | 13 de junio de 2023 |
| Raúl Martín Galán                        |                     | Popular             |         | PP         | 13 de junio de 2023 |
| Guillermo Martín Jiménez                 |                     | Socialista          |         | PSOE-M     | 13 de junio de 2023 |
| Paloma Martín Martín                     |                     | Popular             |         | PP         | 13 de junio de 2023 |
| Hugo Martínez Abarca                     |                     | Más Madrid          |         | Más Madrid | 13 de junio de 2023 |
| Rafael Martínez Pérez                    |                     | Socialista          |         | PSOE-M     | 13 de junio de 2023 |
| Carlos Daniel Martínez Rodríguez         |                     | Popular             |         | PP         | 13 de junio de 2023 |
| María Carmen Mena Romero                 |                     | Socialista          |         | PSOE-M     | 13 de junio de 2023 |
| José Virgilio Menéndez Medrano           |                     | Popular             |         | PP         | 13 de junio de 2023 |
| Ana Belén Millán Arroyo                  |                     | Popular             |         | PP         | 13 de junio de 2023 |
| Rocío Monasterio San Martín              |                     | Vox en Madrid       |         | Vox        | 13 de junio de 2023 |
| Silvia Monterrubio Hernando              |                     | Socialista          |         | PSOE-M     | 13 de junio de 2023 |
| Lorena Morales Porro                     |                     | Socialista          |         | PSOE-M     | 13 de junio de 2023 |
| Jesús Moreno García                      |                     | Popular             |         | PP         | 13 de junio de 2023 |
| Carlos Moreno Vinués                     |                     | Socialista          |         | PSOE-M     | 13 de junio de 2023 |
| Jorge Moruno Danzi                       |                     | Más Madrid          |         | Más Madrid | 13 de junio de 2023 |
| Pedro Muñoz Abrines                      |                     | Popular             |         | PP         | 13 de junio de 2023 |
| Juan José Murillo Moreno                 |                     | Popular             |         | PP         | 13 de junio de 2023 |
| Carlos Novillo Piris                     |                     | Popular             |         | PP         | 13 de junio de 2023 |
| José Enrique Núñez Guijarro              |                     | Popular             |         | PP         | 13 de junio de 2023 |
| Rafael Núñez Huesca                      |                     | Popular             |         | PP         | 13 de junio de 2023 |
| Miguel Olite Lumbreras                   |                     | Popular             |         | PP         | 13 de junio de 2023 |
| Alberto Oliver Gómez de la Vega          |                     | Más Madrid          |         | Más Madrid | 13 de junio de 2023 |
| José María Ortiz Claver                  |                     | Popular             |         | PP         | 13 de junio de 2023 |
| Enrique Matías Ossorio Crespo            |                     | Popular             |         | PP         | 13 de junio de 2023 |
| Javier Padilla Bernáldez                 |                     | Más Madrid          |         | Más Madrid | 13 de junio de 2023 |
| Pablo José Padilla Estrada               |                     | Más Madrid          |         | Más Madrid | 13 de junio de 2023 |
| Diana Carol Paredes Choquehuanca         |                     | Más Madrid          |         | Más Madrid | 13 de junio de 2023 |
| David Jonathan Parry Lafont              |                     | Popular             |         | PP         | 13 de junio de 2023 |
| Carlota Pasarón González                 |                     | Popular             |         | PP         | 13 de junio de 2023 |
| María Pastor Valdés                      |                     | Más Madrid          |         | Más Madrid | 13 de junio de 2023 |
| Juana Beatriz Pérez Abraham              |                     | Popular             |         | PP         | 13 de junio de 2023 |
| Isabel Pérez Moñino-Aranda               |                     | Vox en Madrid       |         | Vox        | 13 de junio de 2023 |
| Alodia Pérez Muñoz                       |                     | Más Madrid          |         | Más Madrid | 13 de junio de 2023 |
| Susana Pérez Quislant                    |                     | Popular             |         | PP         | 13 de junio de 2023 |
| Esther Platero San Román                 |                     | Popular             |         | PP         | 13 de junio de 2023 |
| Daniel Portero de la Torre               |                     | Popular             |         | PP         | 13 de junio de 2023 |
| Pablo Posse Praderas                     |                     | Popular             |         | PP         | 13 de junio de 2023 |
| Eduardo Raboso García-Baquero            |                     | Popular             |         | PP         | 13 de junio de 2023 |
| Patricia Isaura Reyes Rivera             |                     | Popular             |         | PP         | 13 de junio de 2023 |
| Santiago José Rivero Cruz                |                     | Socialista          |         | PSOE-M     | 13 de junio de 2023 |
| Jorge Rodrigo Domínguez                  |                     | Popular             |         | PP         | 13 de junio de 2023 |
| Daniel Rodríguez Asensio                 |                     | Popular             |         | PP         | 13 de junio de 2023 |
| Esther Rodríguez Moreno                  |                     | Más Madrid          |         | Más Madrid | 13 de junio de 2023 |
| Daniel Rubio Caballero                   |                     | Socialista          |         | PSOE-M     | 13 de junio de 2023 |
| José Luis Ruiz Bartolomé                 |                     | Vox en Madrid       |         | Vox        | 13 de junio de 2023 |
| Enrique Ruiz Escudero                    |                     | Popular             |         | PP         | 13 de junio de 2023 |
| Miguel Ángel Rumayor Fernández           |                     | Popular             |         | PP         | 13 de junio de 2023 |
| Sandra Samboal Ugena                     |                     | Popular             |         | PP         | 13 de junio de 2023 |
| Antonio Sánchez Domínguez                |                     | Más Madrid          |         | Más Madrid | 13 de junio de 2023 |
| Alejandro Sánchez Pérez                  |                     | Más Madrid          |         | Más Madrid | 13 de junio de 2023 |
| Emilia Sánchez Prieto                    |                     | Socialista          |         | PSOE-M     | 13 de junio de 2023 |
| José Antonio Sánchez Serrano             |                     | Popular             |         | PP         | 13 de junio de 2023 |
| Alicia Sánchez-Camacho Pérez             |                     | Popular             |         | PP         | 13 de junio de 2023 |
| Alfonso Carlos Serrano Sánchez-Capuchino |                     | Popular             |         | PP         | 13 de junio de 2023 |
| Héctor Tejero Franco                     |                     | Más Madrid          |         | Más Madrid | 13 de junio de 2023 |
| Alberto Tomé González                    |                     | Popular             |         | PP         | 13 de junio de 2023 |
| Alicia Torija López                      |                     | Más Madrid          |         | Más Madrid | 13 de junio de 2023 |
| Ignacio Vázquez Casavilla                |                     | Popular             |         | PP         | 13 de junio de 2023 |
| Isabel Vega de la Vara                   |                     | Popular             |         | PP         | 13 de junio de 2023 |
| Ana María Velasco Vidal-Abarca           |                     | Vox en Madrid       |         | Vox        | 13 de junio de 2023 |
| Elisa Adela Vigil González               |                     | Popular             |         | PP         | 13 de junio de 2023 |
| Manuela Villa Acosta                     |                     | Socialista          |         | PSOE-M     | 13 de junio de 2023 |
| Agustín Vinagre Alcázar                  |                     | Socialista          |         | PSOE-M     | 13 de junio de 2023 |
| Nikolay Yordanov Atanasov                |                     | Popular             |         | PP         | 13 de junio de 2023 |
| María Mercedes Zarzalejo Carbajo         |                     | Popular             |         | PP         | 13 de junio de 2023 |